# Ikapati
Ikapati és un cràter sobre la superfície del planeta nan Ceres, situat amb el sistema de coordenades planetocèntriques a 36.74 ° de latitud nord i 49.27 ° de longitud est. Fa un diàmetre de 50 km. El nom va ser fet oficial per la UAI el 21 de setembre del 2015 i fa referència a Ikapati, deessa de les terres conreades de les Filipines.